# Causey Arch
Causey Arch je obloukový železniční most v blízkosti anglické obce Stanley. Je nejstarším dodnes existujícím železničním mostem na světě.
Causey Arch byl postaven v letech 1725 – 1726 jako součást železnice Tanfield Railway, která je známá jako nejstarší dodnes fungující železniční trať na světě. Výstavba mostu stála 12 tisíc liber. Hlavní rozpětí s délkou 31 m bylo do dokončení velšského mostu Old Bridge největší v zemi. Význam mostu Causey Arch klesl v roce 1739, kdy byl zničen důl Tanfield Colliery. Na konci 18. století byl most několikrát poškozen sesuvy svahu. Do současného stavu byl most obnovován v letech 1978 – 1981. 
Šířka mostu je přibližně 6,7 m, výška nad potokem Causey Burn je 24,4 m.

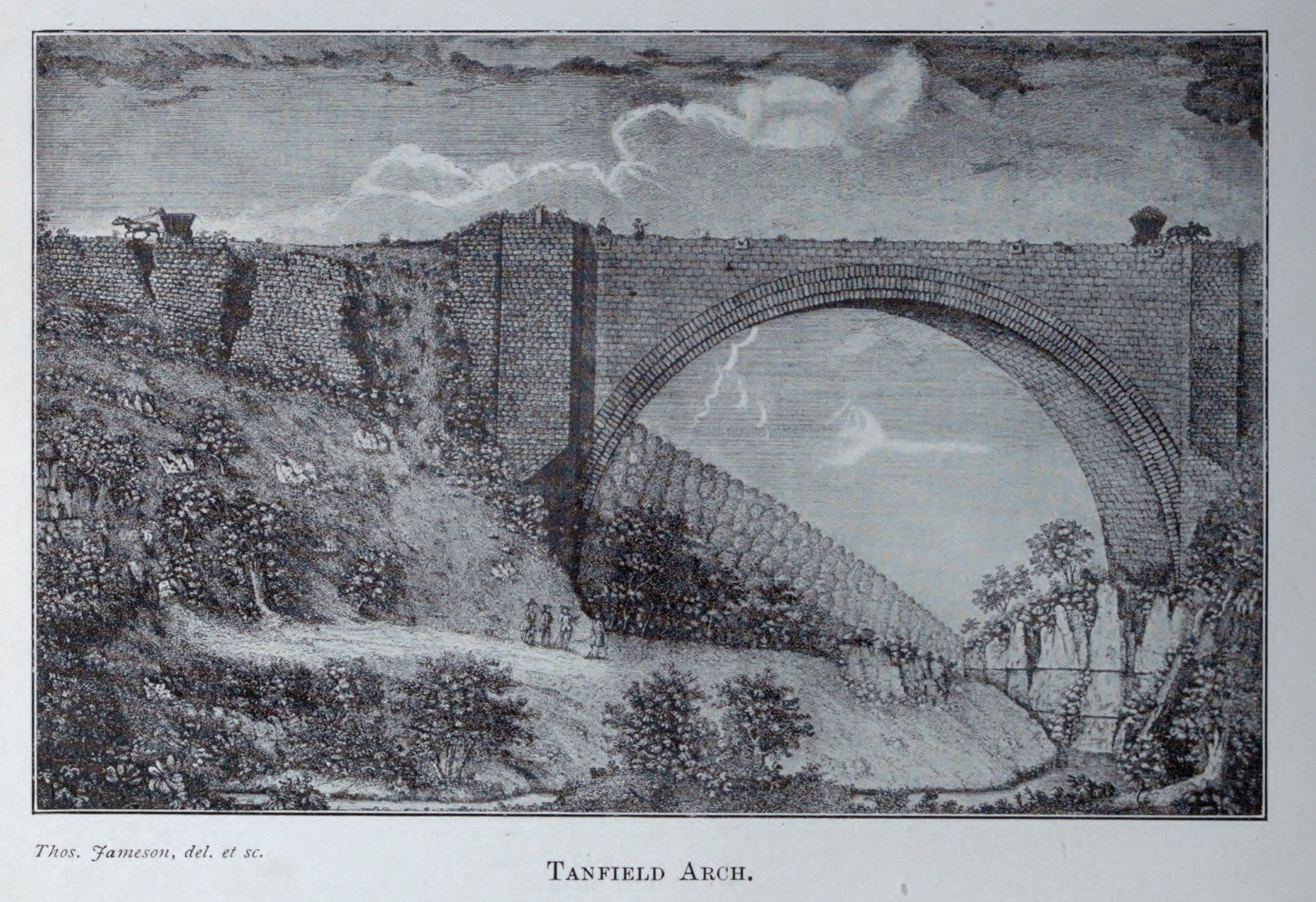
Causey Arch v roce 1915